# Măgești
Măgești é uma comuna romena localizada no distrito de Bihor, na região histórica da Crișana (parte da Transilvânia). A comuna possui uma área de 51.30 km² e sua população era de 2784 habitantes segundo o censo de 2007.